# Hennadij Synczuk
Hennadij Hennadijowycz Synczuk, ukr. Геннадій Геннадійович Синчук (ur. 10 lipca 2006 we wsi Manczenky w obwodzie charkowskim) – ukraiński piłkarz występujący na pozycji pomocnika w klubie CF Montréal.

## Kariera klubowa
Wychowanek klubów Metalist Charków oraz Schid Charków i UFK-Olimpik Charków, barwy których bronił w juniorskich mistrzostwach Ukrainy (DJuFL). Karierę piłkarską rozpoczął 3 maja 2023 roku w podstawowej drużynie Metalist Charków. 28 stycznia 2025 przeniósł się do kanadyjskiego CF Montréal, w barwach którego debiutował 13 kwietnia 2025.

## Kariera reprezentacyjna
Występował w juniorskiej i młodzieżowej reprezentacjach Ukrainy.

## Sukcesy

### Sukcesy reprezentacyjne
Ukraina U-19
- brązowy medalista Mistrzostw Europy U-19: 2024

### Sukcesy klubowe
Metalist Charków
- mistrz Pierwszej Ligi Ukrainy: 2021/22